# Tanja Donath
Tanja Donath (sorbischer Name: Tanja Donatec; * 1971 in Bautzen) ist eine sorbische Opernsängerin (Mezzosopran).

## Leben
Die Mezzosopranistin Tanja Donath wurde in Bautzen geboren und studierte bis 2001 an den Musikhochschulen Leipzig und Wien (Liedklasse bei Norman Shetler). Private Studien und Meisterkurse führten sie u. a. zu Christa Ludwig, Brigitte Fassbaender, Gerhard Kahry, Hedwig Fassbender sowie zu Helmuth Rilling. Seit langer Zeit wird die Sängerin von Julia Hamari künstlerisch betreut.
Sie sang in zahlreichen Opernaufführungen und Konzerten im In- und Ausland (Internationales Opernstudio Meran, Prinzregententheater München, Gewandhaus Leipzig u. a. mit Concerto Köln, Dresdner Frauenkirche, Internationales Sommer-Musikfestival Varna, Wien, Salzburg, Polen, Tschechien, Ungarn, Norwegen usw.). Für Rundfunk, Fernsehen und CDs spielte sie zahlreiche Titel ein (u. a. mit dem MDR-Sinfonieorchester). 2004 sang Tanja Donath an der Wiener Kammeroper in der österreichischen Erstaufführung die Daphne aus Jacopo Peris Oper „L’Euridice“. Die Sängerin errang Preise und Finalerfolge bei renommierten internationalen Wettbewerben (u. a. „Debüt in Meran“ in Meran/Italien, „Riccardo Zandonai“ in Rovereto/Italien, „Orfeo 2000“ in Hannover, ’s-Hertogenbosch/Niederlande).
Für ihre herausragenden Interpretationen sorbischer Vokalliteratur sowie für ihr Engagement bei der musikwissenschaftlichen Aufarbeitung sorbischer Werke und Themen erhielt Tanja Donath Auszeichnungen, u. a. 2005 vom Ministerpräsidenten des Landes Brandenburg den Ćišinski-Förderpreis.
Sie zeichnet ein breites Repertoire an Literatur aus – in Bezug auf Genres (Kammermusik, Lied und Oratorium vom 16. Jahrhundert bis zur zeitgenössischen Musik, Oper und Operette), Stimmfach und Fremdsprachen. Die Sängerin interpretiert Werke stets in Originalsprache (in ca. 20 Fremdsprachen). Bemerkenswert war ihre Aufarbeitung und Interpretation eines Konzerts mit den Volksliedvertonungen Ludvík Kubas in allen slawischen Sprachen (2003), das der MDR aufnahm.

## Diskografie
- Ulrich Pogoda: Sinfonische Werke (MDR-Sinfonieorchester Leipzig) (2002)
- Kammermusik sorbischer Meister (1995)
- Bjarnat Krawc: 33 serbskich ludowych spěwow („33 sorbische Volkslieder“) (1999)
- Korla Awgust Kocor: Serbski kwas („Die sorbische Hochzeit“) – Oratorium (1998)
- Korla Awgust Kocor: Nalěćo („Der Frühling“) – Oratorium (2000)
- Korla Awgust Kocor: Nazyma („Der Herbst“) – Oratorium (2005)
- Jan Raupp: Žiwjenski spěw („Lebenslied“) (1998)